# Beats Antique
Beats Antique est un groupe américain de musique électronique et world fusion expérimentale, originaire d'Oakland, en Californie. Formé en 2007 en collaboration avec le producteur Miles Copeland, le groupe se fait remarquer pour son mélange de genres différents ainsi que pour ses concerts, qui mêlent samples et percussions lourdes à la danse tribal fusion et aux performances artistiques.

## Histoire
Beats Antique sorti un EP de 8 chansons à la suite de Contraption Vol. 1 le 18 août 2012 intitulé Contraption Vol. 2, qui comprend des cuivres du Balkan Brass Band, Brass Menazeri, des voix du chanteur de hip-hop LYNX et un remix de Colony Collapse de Filastine. Plus tard dans l'année, David Satori s'associe à Evan Fraser, un autre étudiant du California Institute of Arts, et forme le projet parallèle Dirtwire, qui a sorti un album éponyme chez Beats Antique Records le 1er octobre 2013.
En octobre 2013, Beats Antique sort A Thousand Faces : Act I, suivi de A Thousand Faces : Act II en avril 2014. Les artistes présents sont Alam Khan, LYNX, SORNE, Micha and Leighton, et les cuivres d'Antibalas. Les Claypool a également participé au single A Thousand Faces : Act I, Beelzebub.
À l'automne 2014, Beats Antique fait une tournée avec Shpongle (Simon Posford DJ Sets), Emancipator et Lafa Taylor dans le cadre de leur tournée Creature Carnival. Avec des artistes sur le thème du carnaval spécifiques à chaque ville, la participation du public et des événements de bricolage autour de quatre « Créatures » (Light Saber le tigre, Al Eyes le hibou, Jackie Lope l'antilope, et Squidzilla le calmar), les spectateurs des spectacles étaient encouragés à s'habiller de manière sauvage et à venir préparés avec des masques de Créature personnalisés,. Des sélections de deux de ces concerts, à Denver, Colorado et Asheville, Caroline du Nord, sont compilées dans leur dernière sortie, intitulée Creature Carnival Live. 

## Style musical
Le style musical de Beats Antique représente une union d'inspirations anciennes et nouvelles. On y trouve des infusions de musique de danse orientale du Moyen-Orient, de downtempo, de hip-hop, de jazz old-school, d'afrobeat et de nombreux styles de musique électronique. Les musiciens ont été influencés par leurs origines musicales diverses. Ils incorporent de nombreux instruments vivants pour produire leur style de musique.

## Discographie
- 2007 : Tribal Derivations
- 2008 : Collide
- 2009 : Contraption Vol. 1
- 2010 : The Trunk Archives
- 2010 : Blind Threshold
- 2011 : Elektrafone
- 2012 : Contraption Vol. 2
- 2013 : A Thousand Faces: Act I
- 2014 : A Thousand Faces: Act II
- 2015 : Creature Carnival Live
- 2016 : Shadowbox